# 陳邦光
陳邦光（？—？）為中國清朝武官官員，本籍福建省泉州府同安縣金門後崎人。陳邦光於1787年（乾隆52年）奉旨接替林天洛，於台灣地區擔任台灣北路協副將。而隸屬台灣鎮之下的此官職是台灣清治時期中的這階段，台南以北之台灣中南部及北部的駐地最高武官將領。是年，他因無法制止漳泉械鬥遭革職發放新疆。